# Neuseeländische Badmintonmeisterschaft 1933
Die Neuseeländische Badmintonmeisterschaft 1933 fand in Wellington statt. Es war die siebente Austragung der Badmintonmeisterschaften von Neuseeland. 	

## Titelträger
| Disziplin    | Sieger                        |
| ------------ | ----------------------------- |
| Herreneinzel | Y. Ellett                     |
| Dameneinzel  | J. E. Ramsay                  |
| Herrendoppel | A. E. Sandrai N. R. C. Wilson |
| Damendoppel  | Phyllis Wren A. Ellett        |
| Mixed        | I. Ellett A. Ellett           |